# فهرست قنات‌های شهرستان شهریار
جدول زیر براساس آمار وزارت جهاد کشاورزی تهیه شده‌است. فهرست زیر قنات‌های شهرستان شهریار در استان تهران را نشان می‌دهد.
| نام قنات          | موقعیت                         | نزدیک‌ترین روستا | طول قنات (متر) | تعداد میله چاه | عمق مادر چاه | دبی (لیتر بر ثانیه) | سطح زیر کشت (هکتار) |
| ----------------- | ------------------------------ | --------------- | -------------- | -------------- | ------------ | ------------------- | ------------------- |
| تونک              | بخش مرکزی شهرستان شهریار       | تونک            | ۳۰۰۰           | ۳۰             | ۱۰           | ۲۰                  | ۲۰                  |
| حسن‌آباد           | بخشی نامعلوم در شهرستان شهریار | حسن‌آباد         | ۱۴۰۰           | ۵۰             | ۱۶           | ۲۵                  | ۱۶۵                 |
| حسن‌آباد سیاب      | بخشی نامعلوم در شهرستان شهریار | حسن‌آباد         | ۲۳۰۰           | ۰              | ۱۲           | ۰                   | ۵۰                  |
| حسن‌آباد گینه      | بخشی نامعلوم در شهرستان شهریار | حسن‌آباد گینه    | ۳۱۰۰           | ۷۰             | ۱۵           | ۰                   | ۸۰                  |
| حسین‌آباد تپه سیف  | بخشی نامعلوم در شهرستان شهریار | روستا نامعلوم   | ۰              | ۰              | ۰            | ۰                   | ۰                   |
| زمان‌آباد          | بخش مرکزی شهرستان شهریار       | زمان‌آباد        | ۳۰۰۰           | ۱۰۰            | ۱۵           | ۱۲۰                 | ۳۰۰                 |
| زندان هارون       | بخش مرکزی شهرستان شهریار       | زندان هارون     | ۲۰۰۰           | ۶۰             | ۱۵           | ۲۰                  | ۸۰                  |
| سنگ تراشان        | بخش مرکزی شهرستان شهریار       | سنگ تراشان      | ۶۰۰۰           | ۱۷۰            | ۱۵           | ۲۰                  | ۱۲۰                 |
| عباس‌آباد علاقمند  | بخش مرکزی شهرستان شهریار       | غنی‌آباد         | ۲۰۰۰           | ۶۰             | ۴۰           | ۲۰                  | ۱۰۰                 |
| عزیزآباد          | بخشی نامعلوم در شهرستان شهریار | روستا نامعلوم   | ۲۴۰۰           | ۸۰             | ۱۰           | ۰                   | ۱۱۰                 |
| غنی‌آباد           | بخش مرکزی شهرستان شهریار       | غنی‌آباد ۳۰      | ۱۷۰۰۰          | ۲۲۰            | ۳۵           | ۵۰                  | ۳۰۰                 |
| غنی‌آباد           | بخش مرکزی شهرستان شهریار       | غنی‌آباد         | ۲۸۰۰           | ۹۲             | ۱۳           | ۰                   | ۷۵                  |
| غنی‌آباد           | بخش مرکزی شهرستان شهریار       | غنی‌آباد         | ۱۸۰۰           | ۶۵             | ۱۲           | ۲۰                  | ۱۲۰                 |
| قاسم‌آباد قنات شور | بخش مرکزی شهرستان شهریار       | قاسم‌آباد        | ۱۹۵۰           | ۷۶             | ۱۸           | ۲۵                  | ۹۶                  |
| قاچ قاچ           | بخشی نامعلوم در شهرستان شهریار | روستا نامعلوم   | ۱۸۵۰           | ۷۵             | ۱۵           | ۰                   | ۶۰                  |
| قشلاق سیدجمشید    | بخشی نامعلوم در شهرستان شهریار | قشلاق           | ۴۰۰۰           | ۱۲۰            | ۲            | ۳۵                  | ۲۰۰                 |
| قلعه نوچمن        | بخش مرکزی شهرستان شهریار       | قلعه نوچمن      | ۳۰۰۰           | ۰              | ۰            | ۰                   | ۸۰                  |
| قمی‌آباد           | بخشی نامعلوم در شهرستان شهریار | قمی‌آباد         | ۳۲۰۰           | ۱۱۰            | ۳۲۰          | ۳۰                  | ۱۱۰                 |
| لپه زنگ           | بخش مرکزی شهرستان شهریار       | لپه زنگ         | ۱۵۰۰           | ۳۰             | ۸            | ۱۵                  | ۴۰                  |
| مافتون            | بخشی نامعلوم در شهرستان شهریار | مافتون          | ۲۰۰۰           | ۷۰             | ۱۲           | ۲۵                  | ۸۵                  |
| مرتضی گرد         | بخشی نامعلوم در شهرستان شهریار | روستا نامعلوم   | ۰              | ۰              | ۰            | ۰                   | ۰                   |
| مرحمت‌آباد کویر    | بخشی نامعلوم در شهرستان شهریار | مرحمت‌آباد       | ۲۰۰۰           | ۶۸             | ۱۸           | ۳۰                  | ۱۰۰                 |
| نجم‌آباد           | بخشی نامعلوم در شهرستان شهریار | نجم‌آباد         | ۲۵۰۰           | ۷۵             | ۱۵           | ۳۰                  | ۱۱۰                 |
| ولی‌آباد           | بخشی نامعلوم در شهرستان شهریار | روستا نامعلوم   | ۰              | ۰              | ۰            | ۰                   | ۰                   |
| کریم‌آباد تهرانچی  | بخش مرکزی شهرستان شهریار       | کریم‌آباد        | ۱۵۰۰           | ۵۰             | ۱۰           | ۳۰                  | ۵۰                  |
| گل تپه            | بخش مرکزی شهرستان شهریار       | گل تپه          | ۴۰۰۰           | ۱۱۰            | ۱۸           | ۴۰                  | ۱۰۰                 |